# Energia nucleare in Ucraina
Nel 2021 l'energia nucleare in Ucraina ha generato il 53,9% dell'energia elettrica prodotta in totale nel Paese.
Attualmente, sono presenti in questa nazione 4 centrali nucleari in funzione che dispongono complessivamente di 15 reattori operativi e 2 in costruzione.
Non si stanno edificando nuove centrali nucleari.
Vi è anche 1 centrale chiusa con 4 reattori.

## Storia

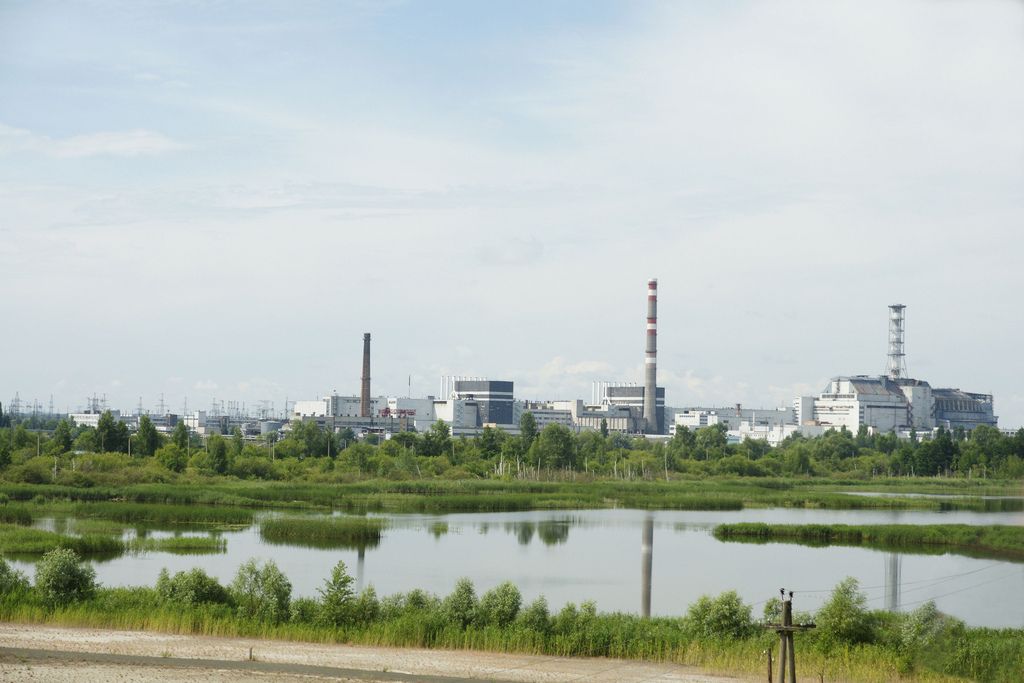
La centrale di Černobyl', il reattore 1 è sulla sinistra.

Lo sviluppo dell'energia nucleare in Ucraina è abbastanza recente, rispetto al resto dell'URSS, il primo reattore di Černobyl' è infatti del 1970 come costruzione e del 1978 come entrata in produzione commerciale. Nel paese sono stati utilizzati soprattutto reattori di tipologia VVER, con il solo impianto di Černobyl' dotato di reattori di tipologia RBMK.
Nell'impianto di Ucraina del Sud sono presenti due prototipi della classe VVER1000, mentre in tutti gli altri impianti sono presenti o reattori VVER400 o VVER1000.

### L'incidente di Černobyl'
Il disastro di Černobyl' è stato il più grave incidente nucleare della storia, di livello 7 (il massimo) della scala INES dell'IAEA. Avvenne il 26 aprile 1986 alle ore 1:23:45, nel corso di un test definito "di sicurezza" (già eseguito senza problemi di sorta sul reattore nº3), furono paradossalmente violate tutte le regole di sicurezza e di buon senso portando ad un brusco e incontrollato aumento della potenza (e quindi della temperatura) del nocciolo del reattore numero 4 della centrale: si determinò la scissione dell'acqua di refrigerazione in idrogeno e ossigeno a così elevate pressioni da provocare la rottura delle tubazioni di raffreddamento. Il contatto dell'idrogeno e della grafite incandescente con l'aria, a sua volta, innescò una fortissima esplosione e lo scoperchiamento del reattore.
Una nube di materiali radioattivi fuoriuscì dal reattore e ricadde su vaste aree intorno alla centrale che furono pesantemente contaminate, rendendo necessaria l'evacuazione e il reinsediamento in altre zone di circa 336.000 persone. Nubi radioattive raggiunsero anche l'Europa orientale, la Finlandia e la Scandinavia con livelli di contaminazione via via minori, raggiungendo anche l'Italia, la Francia, la Germania, la Svizzera, l'Austria e i Balcani, fino anche a porzioni della costa orientale del Nord America.

### Il dopo-Černobyl'
L'industria nucleare ucraina si è mantenuta strettamente associata alla Russia per molti anni dopo il crollo dell'Unione Sovietica, questa è rimasta relativamente stabile durante i cambiamenti che si sono verificati quando il paese divenne indipendente, durante tale periodo ci sono stati infatti continui miglioramenti nella sicurezza operativa e livelli di produzione dei reattori nucleari in Ucraina. A seguito dell'incidente è stata gradualmente spenta la centrale, con il reattore 3 spento nel 2000, per permettere a nuovi reattori di entrare in funzione per sopperire alla mancata erogazione dei reattori spenti. A seguito della crisi economica derivante dal crollo dell'Unione Sovietica sono stati interrotti i lavori di numerosi reattori o accantonati i progetti di altri: i reattori 5 e 6 di Černobyl' sono stati interrotti, stessa sorte hanno avuto gli impianti di Odessa e Crimea; la produzione nucleare è però stata mantenuta inalterata nonostante la minore domanda elettrica (dai 296TWh del 1990 ai 170TWh del 2000) per diminuire i costi di importazione delle materie prime.

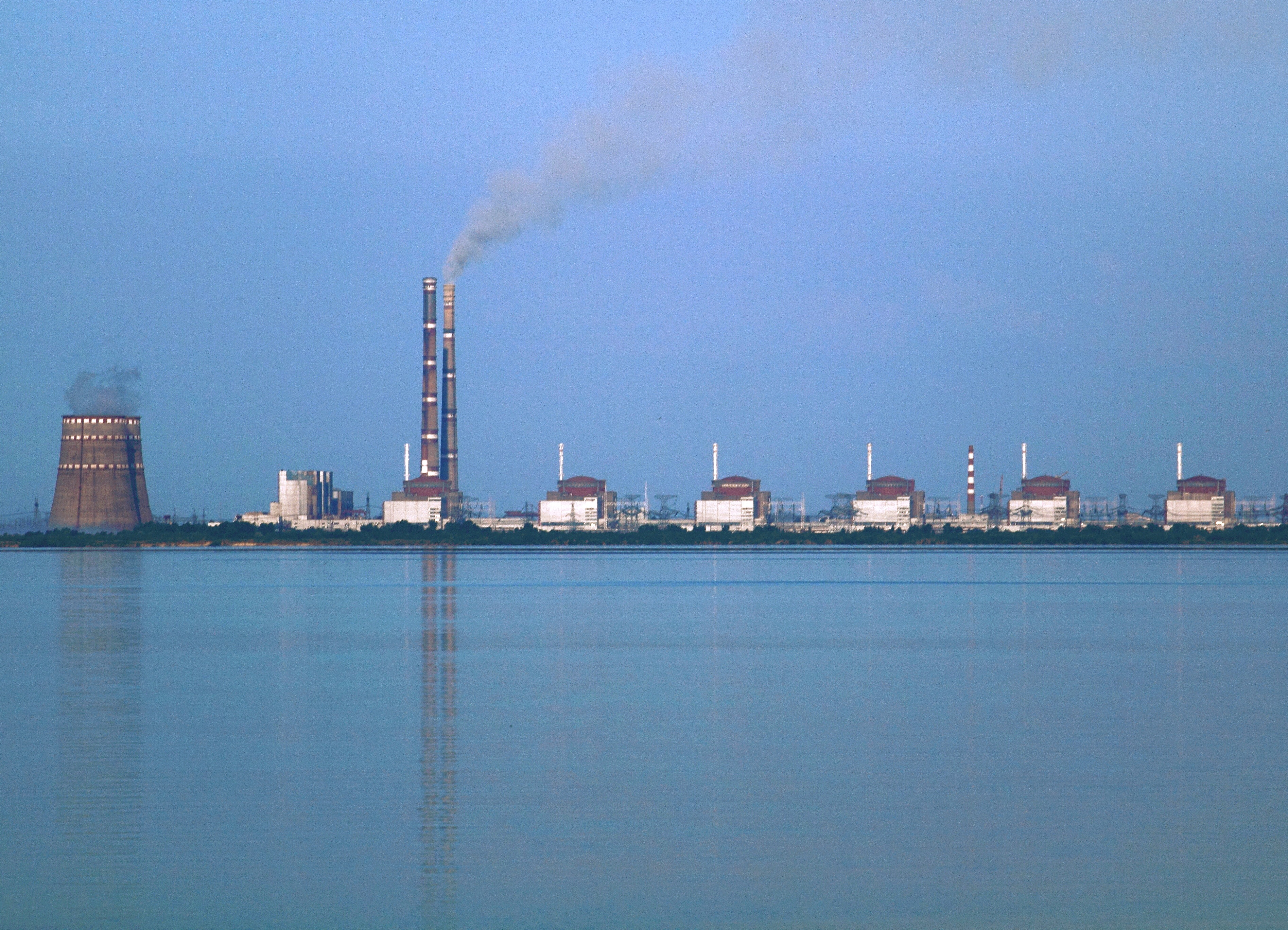
Visione d'insieme della centrale di Zaporižžja, uno dei più potenti impianti al mondo.

A fine 1995 è stata collegata alla rete l'unità 6 di Zaporižžja, rendendo questo il primo impianto in Europa superando quello francese di Gravelines, con una capacità netta di 5.700 MWe. Nel 2004 sono stati poi completati i reattori Chmel'nyc'kyj 2 e Rivne 4 che hanno sopperito alla chiusura di Černobyl' e sono stati completati da Framatome e Atomstroyexport.
In Ucraina sono presenti oggi 15 unità in quattro centrali gestite dalla Energoatom, la compagnia elettrica nazionale per l'energia nucleare ucraina. Con l'aggiunta di due nuovi reattori nel 2005, il nucleare genera oltre il 45% dell'energia elettrica nazionale con il 26% della capacità installata nazionale. Da Černobyl' sono stati accumulati oltre 300 anni-reattore di funzionamento degli impianti, con un miglioramento del fattore di carico (aumentato fino all'81% nel 1994 e poi diminuito a causa di problemi della rete elettrica), ed una diminuzione degli arresti imprevisti (da 71 del 1999 a 21 del 2009).
Nel 2004 sono stati poi collegati alla rete Chmel'nyc'kyj 2 e di Rivne 4, portando 1900 MW di nuova potenza in sostituzione degli ultimi reattori di Černobyl' chiusi in quegli anni, sono stati completati dall'Energoatom tramite un consorzio fra Framatome e Atomstroyexport, mentre gli ultimi due reattori di Khmelnitski sono stati sospesi ma mantenuti integri per un futuro completamento.
La vita originale dei reattori era stata prevista a 30 anni, sono però previsti estensioni delle licenze a 20 anni dopo estesi lavori di ristrutturazione e verifica di tutti gli apparati degli impianti, per questa estensione sono stati usati come impianti pilota quelli di Rivne 1 e 2 a cui il Comitato per la Regolamentazione dell'Energia Nucleare dell'Ucraina SNRC ha concesso la proroga dopo i lavori, eseguiti in collaborazione con l'IAEA.

### Relazioni con la Russia
A causa dell'interruzione della fornitura di gas naturale dalla Russia nel 2006 si era deciso di aumentare la sicurezza energetica nazionale tramite un programma di sostituzione ed ampliamento del parco nucleare attuale. Per questo, verso la fine del 2006 il governo decise di creare una nuova entità nazionale per l'industria nucleare: Ukratomprom, come società integrata verticalmente nel nucleare sotto il controllo del Ministero dell'Energia. Ukratomprom sarebbe composto da sei imprese statali comprese Energoatom, l'azienda mineraria di uranio VostGOK, e la società di sviluppo del mercato dell'uranio Novokonstantinov, con un patrimonio di circa 10 miliardi di dollari, inclusi 6,35 miliardi per Energoatom.
La Russia aveva compiuto notevoli sforzi per riconquistare la sua influenza in Ucraina, e già nel 2010 erano state avanzate diverse proposte di sviluppo del nucleare civile tramite joint venture. Nel mese di aprile 2010 il Presidente russo aveva suggerito "una cooperazione su vasta scala delle nostre industrie nucleari" e che i due paesi avrebbero potuto stabilire una grande società di holding che includesse la produzione di energia, l'industria pesante e gli impianti del ciclo del combustibile, viste le grandi collaborazioni già operanti fra i due paesi. Inoltre, la Russia e l'Ucraina avrebbero potuto collaborare sui mercati esteri sulla base dei finanziamenti previsti dal governo russo e dalle principali istituzioni finanziarie, ricevendo queste proposte un interesse preliminare per alcuni di questi suggerimenti proposti. La Rosatom propose poi un notevole sconto all'Ucraina con la firma di un contratto a lungo termine (25 anni) per la fornitura di combustibile nucleare, pari a circa 1 miliardo di dollari. Energoatom ha istituito lo Atomproektengineering per gestire nuovi progetti nucleari, compresi l'investimento, la progettazione e la costruzione della centrale nucleare Chmel'nyc'kyj 3 e 4.

## Programma nucleare futuro

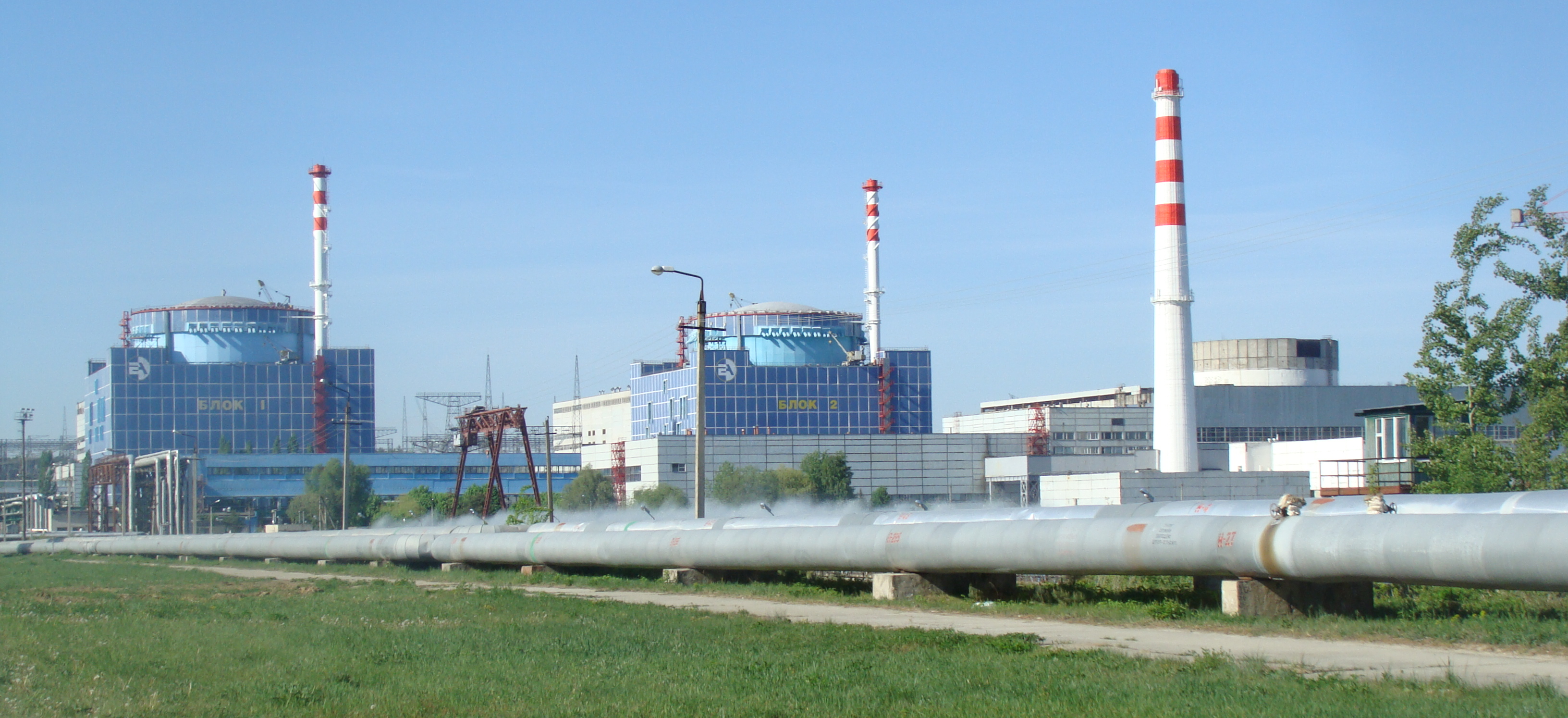
Chmel'nyc'kyj 1 e 2, il terzo reattore incompleto è sulla destra

Energoatom nucleare si aspetta di mantenere il suo contributo di 50-52% di energia elettrica in Ucraina nel 2020.
La strategia energetica del 2006 ha previsto il completamento Chmel'nyc'kyj 3 e 4, che sono stati completati rispettivamente al 75% e 28% quando il lavoro interrotto nel 1990. Il governo ha annunciato nel settembre 2008 che la costruzione di questi sarebbe ripresa nel 2010 per il completamento nel 2016 e 2017. Queste date sono stati ribaditi a metà 2010 mentre l'inizio dei lavori è stato posticipato al 2011. Atomstroyexport si è aggiudicata un contratto per i suoi reattori AES-92 (V-392B), simili a quelli già presenti sul sito. A giugno 2010 è stato firmato un accordo intergovernativo, in base al quale la Russia sarà il finanziatore di buona parte del progetto. Circa l'85% dei 4 miliardi € del progetto è finanziato mediante un prestito russo, con il 15% di finanziamento proveniente da Ucraina. Il prestito deve essere rimborsato entro cinque anni dalla messa in esercizio dei reattori. In precedenza ci si aspettava che una gara internazionale che aprirebbe la scelta della tecnologia e nel marzo 2008 Areva, Westinghouse e Kepco sono stati invitati a presentare offerte, assieme a Atomstroyexport e Škoda: solo i russi e i sudcoreani presentarono delle offerte.
Per un nuovo sito nucleare, Čyhyryn, sul fiume Tjasmyn nel sud dell'oblast' di Čerkasy si propone come un sito per una nuova centrale nucleare.
Nel febbraio del 2010 Energoatom ha firmato un accordo di cooperazione con la Cina Guangdong Nuclear Power Corporation (CGNPC) in materia di progettazione, costruzione, funzionamento e manutenzione delle centrali nucleari.
Aumento tariffe elettriche
Energoatom ha pianificato di aumentare la sua tariffa elettrica per finanziare la riorganizzazione del complesso ciclo del combustibile nucleare e per finanziare gli aggiornamenti di sicurezza in tutti gli stabilimenti. La tariffa nucleare è destinata ad aumentare ulteriormente a partire dal 2015 per consentire il finanziamento delle estensioni di vita e la costruzione di nuovi impianti.

### Tipologie
Reattore VVER1000
Il VVER1000 è la tipologia di reattori PWR prodotta dalla Atomstroyexport, sono reattori da 1000 MW circa di potenza di III+ generazione negli ultimi modelli.
Reattore VVER1200
Il VVER1200 è la tipologia di reattori PWR prodotta dalla Atomstroyexport, sono reattori da 1200 MW circa di potenza di III+ generazione negli ultimi modelli, sono i reattori al momento più potenti e moderni di tipologia VVER.

## Ciclo del combustibile
L'Ucraina dipende dall'estero per parte della fornitura di uranio e per il combustibile nucleare. L'Ucraina ha piani di sviluppo del ciclo del combustibile a partire da metà del 2010 per sviluppare l'estrazione dell'uranio e di fabbricazione di combustibile, ma non la conversione, arricchimento e ritrattamento, essendo questi compiuti in Russia. Al momento attuale è mandato in Russia lo yellowcake ucraino con le leghe di zirconio per la fabbricazione del combustibile, che poi viene rispedito in Ucraina.

### Arricchimento
La nazione non possiede impianti di arricchimento dell'uranio, questo è supplito dagli impianti della russa TVEL. Nel giugno 2007 ha accettato di valutare l'adesione al nuovo International Uranium Enrichment Center (IUEC) a Angarsk, in Siberia, e di esplorare altri settori di cooperazione nel ciclo del combustibile nucleare e nella costruzione di reattori di potenza in altri paesi. Verso la fine del 2008 ha firmato un accordo per l'azienda il combustibile nucleare dell'Ucraina, così da prendere una partecipazione del 10% nel IUEC ad Angarsk, e in ottobre 2010 questo è entrato in vigore.

### Fabbricazione del combustibile
Il paese non possiede centri di fabbricazione del combustibile nucleare.
Al fine di diversificare gli approvvigionamenti di combustibile nucleare, l'Energoatom ha avviato un progetto volto ad utilizzare combustibile nucleare prodotto dalla Westinghouse, nel 2005 l'unità di Ucraina del Sud 3 è stato il primo reattore ad utilizzare un lotto di questo combustibile, con un carico completo fornito nel 2009 che sarà monitorato per tutta la durata del suo ciclo energetico. Tuttavia, nel giugno 2010, è stato firmato un contratto a lungo termine di fornitura di carburante con la russa TVEL per tutti i 15 reattori. In precedenza, Rosatom aveva offerto un notevole sconto per l'Ucraina, se avesse sottoscritto con TVEL un contratto per 20 anni. TVEL e Westinghouse si proposero di costruire un impianto di fabbricazione di combustibile in Ucraina, e nel settembre 2010 il Ministero del Combustibile e dell'Energia Ucraino selezionò la TVEL come vincitrice. Sono stati stanziati 213 milioni $ per l'impianto, è prevista la produzione di circa 400 elementi di combustibile (200 tU) all'anno a partire dal 2013.

### Riprocessamento
Il paese non possiede centri di riprocessamento del combustibile nucleare, né ha in programma di riprocessarlo nel breve termine.
Nel maggio 2008 il Ministero del Combustibile e dell'Energia Ucraino ha firmato un accordo con la Atomic Energy of Canada Ltd (AECL) per sviluppare la tecnologia CANDU. Ciò potrebbe fornire una sinergia con i reattori VVER esistenti, questi potrebbero utilizzare l'uranio recuperato dai reattori VVER. L'utilizzo di uranio ritrattato nei reattori CANDU è in fase di sperimentazione in Cina.

## Reattori di ricerca
L'Ucraina ha due reattori di ricerca, uno molto piccolo presso la Scuola di Ingegneria Navale, ed un reattore a serbatoio di 10 MW, commissionato nel 1960 presso l'Istituto per la ricerca nucleare di Kiev. Questo è previsto che venga chiuso nel 2015, i piani per una sostituzione sono stati annunciati nel 2008 per un valore di 250 milioni $ .

## Gestione dei rifiuti e depositi geologici
Non vi è al momento alcuna intenzione di chiudere il ciclo del combustibile, la possibilità è però sottoposto ad esame. Né vi è una completa strategia di gestione dei rifiuti radioattivi. La politica attuale è quella di stoccare il combustibile usato per almeno 50 anni. Il combustibile utilizzato è per lo più depositato in loco, anche se alcuni elementi dei VVER440 sono stati inviati in Russia per il riprocessamento. Presso l'impianto di Zaporižžja è in funzione un centro di stoccaggio a secco per il combustibile esaurito, operativo dal 2001, il combustibile degli altri VVER1000 viene inviato in Russia per la conservazione. Un impianto centralizzato di stoccaggio a secco per il combustibile esaurito è proposto per la costruzione in nuova ottica di strategia energetica del governo, previsto di essere operativo a partire dal 2010.
Il combustibile utilizzato e quello proveniente dallo smantellamento dei reattori RBMK di Černobyl' è stoccato in loco, mentre un nuovo centro di stoccaggio a secco è in costruzione. Nel settembre 2007 la Holtec e il governo ucraino hanno firmato un contratto per completare l'inserimento del combustibile utilizzato nucleare di Černobyl' in sistemi di stoccaggio a secco. La rimozione del carburante radioattivo dei tre reattori di Černobyl' è essenziale per l'inizio del loro smantellamento. La Holtec completerà il progetto di stoccaggio a secco, iniziato nel 1999 dalla francese Framatome, e prevede di utilizzare come gran parte del lavoro precedente sul progetto. Il costo del progetto è stimato essere pari a 200 milioni $ in oltre 52 mesi. Vi è la piena approvazione da parte dell'Assemblea dei donatori, che forniscono finanziamenti per la bonifica e lo smantellamento di Černobyl'.
A partire dal 2011, i rifiuti ad alto livello dal ritrattamento del combustibile ucraini saranno restituiti dalla Russia all'Ucraina e andrà alla struttura centrale di stoccaggio a secco. Le indagini preliminari hanno selezionati siti per un deposito in strati geologici profondi per l'alta e rifiuti di livello intermedio tra tutti quelli derivanti da Černobyl' smantellamento e bonifica.

## Produzione di uranio
L'Ucraina è un produttore di uranio, con circa 800t prodotte ogni anno; la sua produzione storica al 2006 è di 12.393t. Possiede risorse uranifere, pari a 199.500t a <130$/kg nel "Red Book" del 2007

## Centrali nucleari
Tutti i dati della tabella sono aggiornati a novembre 2010
| Reattori operativi |                    |           |                    |                                    |                                   |                             |
| Centrale | Potenza netta (MW) | Tipologia | Inizio costruzione | Allacciamento alla rete            | Produzione commerciale            | Dismissione (prevista)      |
| Chmel'nyc'kyj (Reattore 1) | 950                | VVER1000  | 1º novembre 1981   | 31 dicembre 1987                   | 13 agosto 1988                    | 2032                        |
| Chmel'nyc'kyj (Reattore 2) | 950                | VVER1000  | 1º febbraio 1985   | 7 agosto 2004                      | 15 dicembre 2005                  | 2050                        |
| Rivne (Reattore 1) | 381                | VVER440   | 1º agosto 1973     | 31 dicembre 1980                   | 21 settembre 1981                 | 2026                        |
| Rivne (Reattore 2) | 376                | VVER440   | 1º ottobre 1973    | 30 dicembre 1981                   | 30 luglio 1982                    | 2027                        |
| Rivne (Reattore 3) | 950                | VVER1000  | 1º febbraio 1980   | 21 dicembre 1986                   | 16 maggio 1987                    | 2032                        |
| Rivne (Reattore 4) | 950                | VVER1000  | 1º agosto 1986     | 10 ottobre 2004                    | 6 aprile 2006                     | 2050                        |
| Ucraina del Sud (Reattore 1) | 950                | VVER1000  | 1º marzo 1977      | 31 dicembre 1982                   | 18 ottobre 1983                   | 2027                        |
| Ucraina del Sud (Reattore 2) | 950                | VVER1000  | 1º ottobre 1979    | 6 gennaio 1985                     | 6 aprile 1985                     | 2030                        |
| Ucraina del Sud (Reattore 3) | 950                | VVER1000  | 1º febbraio 1985   | 20 settembre 1989                  | 29 dicembre 1989                  | 2034                        |
| Zaporižžja (Reattore 1) | 950                | VVER1000  | 1º aprile 1980     | 10 dicembre 1984                   | 25 dicembre 1985                  | 2030                        |
| Zaporižžja (Reattore 2) | 950                | VVER1000  | 1º gennaio 1981    | 22 luglio 1985                     | 15 febbraio 1986                  | 2031                        |
| Zaporižžja (Reattore 3) | 950                | VVER1000  | 1º aprile 1982     | 10 dicembre 1986                   | 5 marzo 1987                      | 2032                        |
| Zaporižžja (Reattore 4) | 950                | VVER1000  | 1º aprile 1983     | 18 dicembre 1987                   | 14 aprile 1988                    | 2033                        |
| Zaporižžja (Reattore 5) | 950                | VVER1000  | 1º novembre 1985   | 14 agosto 1989                     | 27 ottobre 1989                   | 2034                        |
| Zaporižžja (Reattore 6) | 950                | VVER1000  | 1º giugno 1986     | 19 ottobre 1995                    | 16 settembre 1996                 | 2041                        |
| Totale: 15 reattori per complessivi 13.107 MW |                    |           |                    |                                    |                                   |                             |
| Reattori in costruzione |                    |           |                    |                                    |                                   |                             |
| Centrale | Potenza netta (MW) | Tipologia | Inizio costruzione | Allacciamento alla rete (previsto) | Produzione commerciale (previsto) | Costo (previsto)            |
| Chmel'nyc'kyj (Reattore 3) | 950                | VVER1000  | 1º marzo 1986      | [ 6 ]                              |                                   |                             |
| Chmel'nyc'kyj (Reattore 4) | 950                | VVER1000  | 2 febbraio 1987    | [ 6 ]                              |                                   |                             |
| Totale: 2 reattori per complessivi 1.900 MW |                    |           |                    |                                    |                                   |                             |
| Reattori pianificati ed in fase di proposta |                    |           |                    |                                    |                                   |                             |
| Totale programmati: 2 reattori per complessivi 1.900 MW Totale proposti: 20 reattori per oltre 27.000 MW complessivi                                                |                    |           |                    |                                    |                                   |                             |
| Reattori dismessi |                    |           |                    |                                    |                                   |                             |
| Centrale | Potenza netta (MW) | Tipologia | Inizio costruzione | Allacciamento alla rete            | Produzione commerciale            | Dismissione                 |
| Černobyl' (Reattore 1) | 740                | RBMK      | 1º marzo 1970      | 26 settembre 1977                  | 25 maggio 1978                    | 30 novembre 1996            |
| Černobyl' (Reattore 2) | 925                | RBMK      | 1º febbraio 1973   | 21 dicembre 1978                   | 28 maggio 1979                    | 11 ottobre 1991             |
| Černobyl' (Reattore 3) | 925                | RBMK      | 1º marzo 1976      | 3 dicembre 1981                    | 8 giugno 1982                     | 15 dicembre 2000            |
| Černobyl' (Reattore 4) | 925                | RBMK      | 1º aprile 1979     | 22 dicembre 1983                   | 26 aprile 1984                    | Distrutto il 26 aprile 1986 |
| Totale: 4 reattori per complessivi 3.515 MW |                    |           |                    |                                    |                                   |                             |
| NOTE: - La normativa in vigore prevede la possibilità di sostituzione e/o aumento del parco reattori al termine del ciclo vitale degli impianti ancora in funzione. |                    |           |                    |                                    |                                   |                             |